# Mastim Americano
O mastiff americano(em inglês:  American Mastiff) é uma raça canina oriunda dos Estados Unidos. Surgiu do cruzamento entre o pastor-da-anatólia e o Mastiff inglês.

## História
Fredericka Wagner em parceria com a fazenda Flying W Farm, cruzou o mastim inglês com o pastor-da-anatólia com a intenção de criar um "mastim saudável", livre de problemas genéticos. E após anos de seleção e cruzamentos planejados, conseguiu criar o Mastim americano, um cão com típico aspecto do mastim mas que possuía "boca seca" e menos problemas genéticos que o mastim inglês. Um cão de guarda rústico e leal, que ficou conhecido como "gigante gentil" por sua docilidade, especialmente com crianças de casa. No ano 2000, a raça foi reconhecida pelo Continental Kennel Club(CKC). 

## Características
Fisicamente, o mastiff americano é bem semelhante ao Mastim inglês. Porém é um pouco mais leve e funcional. Os machos pesam até 90 kg e possuem até 91 cm na altura na cernelha. 